# Gözbarax
Gözbarax è un comune dell'Azerbaigian situato nel distretto di Zaqatala. Conta una popolazione di 1 841 abitanti.